# Землины
Землины — русский дворянский род.
Восходит к началу XVII в. и внесён в VI часть родословной книги Тверской губернии.

## Описание герба
В щите, разделённом горизонтально надвое, в верхней половине, в правом голубом поле изображён золотой крест, а в левом красном поле серебряная шпага, остриём вверх. В нижней половине в зелёном поле посередине перпендикулярно означена полоса, составленная из золотых и серебряных шахмат.
Щит увенчан дворянским шлемом и короною. Намёт на щите красный, подложенный серебром. Герб рода Землиных внесён в Часть 7 Общего гербовника дворянских родов Всероссийской империи, стр. 67.